# UiPath
UiPath est une multinationale technologique fournissant des solutions d'automatisation robotisée des processus (Robotic Process Automation, ou RPA, en anglais). 
D'origine roumaine, elle est devenue en 2018 la première licorne de ce pays (c'est-à-dire que sa valorisation a atteint les 1 milliard de dollars américains), et est valorisée en 2019 à hauteur de 37 milliards de dollars. Son PDG fondateur est depuis devenu milliardaire.
Selon Gartner, elle est en 2019 la première entreprise RPA par part de marché au monde, devant Automation Anywhere et Blue Prism.